# Ковалівка (річка)
Ковалівка — річка в Україні, у Золотоніському районі Черкаської області, ліва притока Дніпра.

## Опис
Довжина річки приблизно 12  км. Висота витоку річки над рівнем моря — 129 м; висота гирла над рівнем моря — 125 м;  повне падіння рівня русла річки, від витоку до гирла, становить 4 м, що відповідає середньому похилу русла — 0,33 м/км.

## Розташування
Колишня назва Ківачіха. Ковалівка бере початок в селі Баталий. Тече переважно на південний схід в межах сіл Москаленки та Тимченки. На околиці села Вереміївка впадає в Кременчуцьке водосховище (басейн Дніпра).